# Armin Schwarz
Armin Schwarz (16 de julio de 1963, Neustadt an der Aisch, Alemania) es un piloto de rallyes alemán que ha participado en el Campeonato del Mundo de Rallyes desde 1988 hasta 2005. Fue campeón de Alemania en 1987 y 1988  y campeón de Europa en 1996.

## Trayectoria deportiva
En 1988 participó en su primera prueba del mundial, en el rally de Gran Bretaña de 1988, junto a Arne Hertz en un Audi 200 Quattro y obteniendo una meritoria quinta plaza.
Desde entonces ha participado en 119 pruebas con siete copilotos diferentes y siendo piloto oficial de las marcas Toyota, Mitsubishi, Ford, Skoda y Hyundai. Su mejor resultado fue un sexto puesto con el equipo Toyota en el año 1991. Su única victoria fue el Rally Cataluña de 1991 de ese mismo año. Se ha subido al podio en otras seis ocasiones, con un segundo puesto y cinco terceros puestos.
Su última participación en el mundial fue en el Rally de Australia de 2005.
En 2006 cambia de rumbo y se estrena en los raid, corriendo por primera vez en la Baja 1000, en Baja California, México. Al año siguiente continua su experiencia en raids y además participa en el Transsyberia Rally, una travesía de 8000 km de Moscú a Mongolia, en un Porsche Cayenne.

## Palmarés

### Títulos
| Año  | Título                       | Automóvil          |
| ---- | ---------------------------- | ------------------ |
| 1987 | Campeón de Rally de Alemania | Audi Coupé quattro |
| 1988 | Campeón de Rally de Alemania | Audi 200 quattro   |